# Proceso alfa

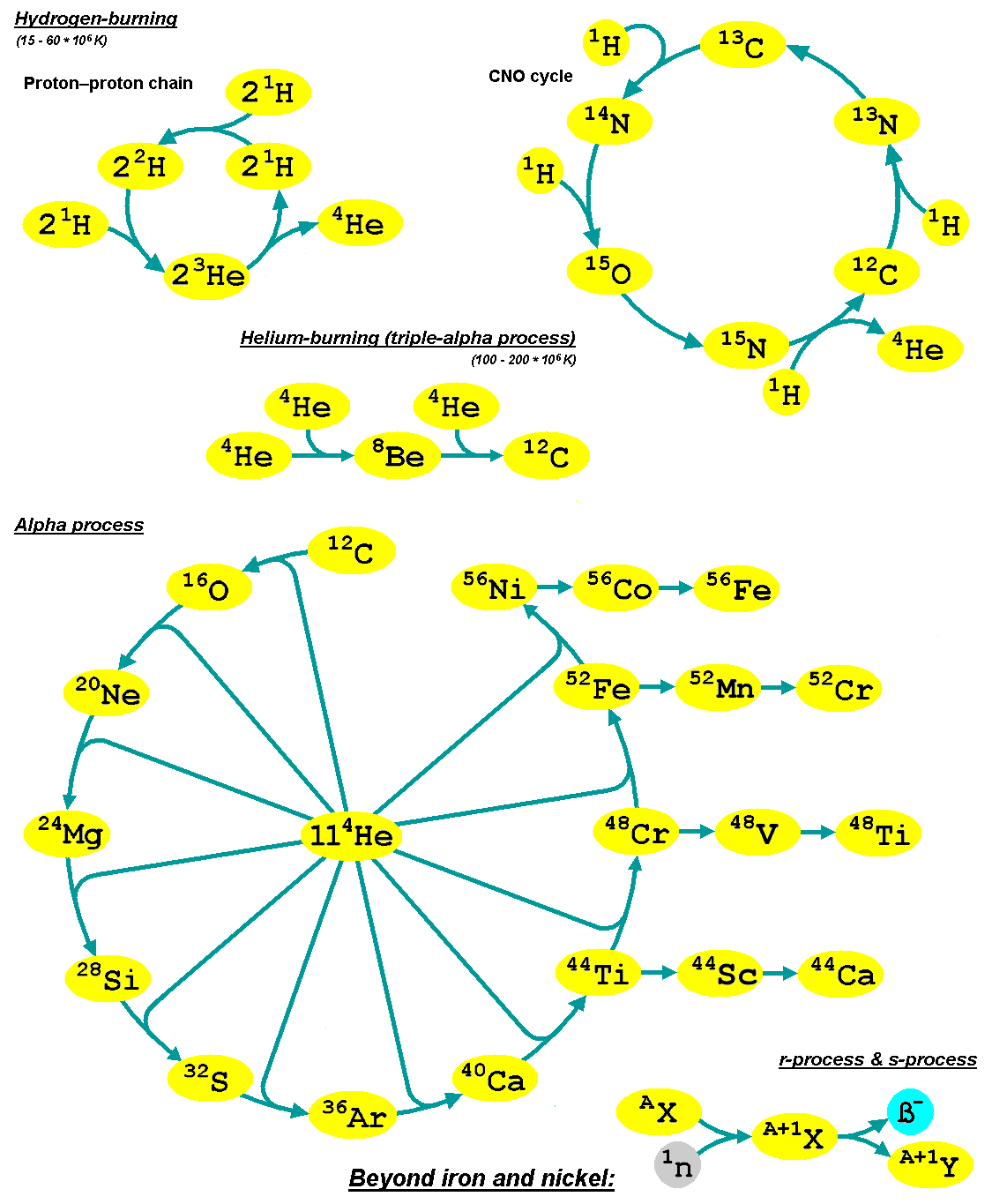
Creación de elementos más allá del carbono mediante proceso alfa

El proceso alfa, también conocido como captura alfa o escalera alfa, es una de las dos clases de reacciones de fusión nuclear mediante las cuales las estrellas convierten el helio en elementos más pesados. La otra clase es un ciclo de reacciones llamado proceso triple alfa, que consume sólo helio y produce carbono.  El proceso alfa ocurre más comúnmente en estrellas masivas y durante supernovas.
Ambos procesos están precedidos por la fusión del hidrógeno, que produce el helio que alimenta tanto el proceso triple alfa como el proceso de escalera alfa. Una vez que el proceso triple alfa ha producido suficiente carbono, comienza la escalera alfa y tienen lugar reacciones de fusión de elementos cada vez más pesados, en el orden que se indica a continuación. Cada paso sólo consume el producto de la reacción anterior y helio. Las reacciones de la etapa posterior que pueden comenzar en cualquier estrella en particular lo hacen mientras las reacciones de la etapa anterior aún están en curso en las capas externas de la estrella.
{\displaystyle {\begin{array}{ll}{\ce {~{}_{6}^{12}C\ ~~+{}_{2}^{4}He\ ->~{}_{8}^{16}O\ \ ~+\gamma ~,}}&E={\mathsf {7.16\ MeV}}\\{\ce {~{}_{8}^{16}O\ ~~+{}_{2}^{4}He\ ->{}_{10}^{20}Ne\ \ +\gamma ~,}}&E={\mathsf {4.73\ MeV}}\\{\ce {{}_{10}^{20}Ne\ ~+{}_{2}^{4}He\ ->{}_{12}^{24}Mg\ +\gamma ~,}}&E={\mathsf {9.32\ MeV}}\\{\ce {{}_{12}^{24}Mg\ +{}_{2}^{4}He\ ->{}_{14}^{28}Si\ ~~+\gamma ~,}}&E={\mathsf {9.98\ MeV}}\\{\ce {{}_{14}^{28}Si\ ~~+{}_{2}^{4}He\ ->{}_{16}^{32}S\ \ ~~~+\gamma ~,}}&E={\mathsf {6.95\ MeV}}\\{\ce {{}_{16}^{32}S\ ~~~+{}_{2}^{4}He\ ->{}_{18}^{36}Ar\ ~\ +\gamma ~,}}&E={\mathsf {6.64\ MeV}}\\{\ce {{}_{18}^{36}Ar\ ~+{}_{2}^{4}He\ ->{}_{20}^{40}Ca\ \ +\gamma ~,}}&E={\mathsf {7.04\ MeV}}\\{\ce {{}_{20}^{40}Ca\ +{}_{2}^{4}He\ ->{}_{22}^{44}Ti\ ~~+\gamma ~,}}&E={\mathsf {5.13\ MeV}}\\{\ce {{}_{22}^{44}Ti\ ~+{}_{2}^{4}He\ ->{}_{24}^{48}Cr\ ~+\gamma ~,}}&E={\mathsf {7.70\ MeV}}\\{\ce {{}_{24}^{48}Cr\ +{}_{2}^{4}He\ ->{}_{26}^{52}Fe\ ~\ +\gamma ~,}}&E={\mathsf {7.94\ MeV}}\\{\ce {{}_{26}^{52}Fe\ +{}_{2}^{4}He\ ->{}_{28}^{56}Ni\ ~\ +\gamma ~,}}&E={\mathsf {8.00\ MeV}}\end{array}}}
La energía producida por cada reacción, E, se encuentra principalmente en forma de rayos gamma (γ), con una pequeña cantidad tomada por el elemento subproducto, como impulso añadido.

Energía de enlace por nucleón para una selección de nucleidos. No figura en la lista el Ni, con la energía de enlace más alta en 8,7945. MeV.

Es un error común pensar que la secuencia anterior termina en {\displaystyle \,{}_{28}^{56}\mathrm {Ni} \,} (o {\displaystyle \,{}_{26}^{56}\mathrm {Fe} \,}, que es un producto de descomposición de {\displaystyle \,{}_{28}^{56}\mathrm {Ni} \,} ) porque es el nucleido más estrechamente unido – es decir, el nucleido con la mayor energía de enlace nuclear por nucleón – y la producción de núcleos más pesados consumiría energía (sería endotérmica) en lugar de liberarla (exotérmica). {\displaystyle \,{}_{28}^{62}\mathrm {Ni} \,} (Níquel-62) es en realidad el nucleido más estrechamente unido en términos de energía de enlace  (aunque {\displaystyle {}^{56}{\textrm {Fe}}} tiene una menor energía o masa por nucleón). La reacción {\displaystyle {}^{56}{\textrm {Fe}}+{}^{4}{\textrm {He}}\rightarrow {}^{60}{\textrm {Ni}}} es en realidad exotérmica, pero aun así la secuencia termina efectivamente en el hierro. La secuencia se detiene antes de producir {\displaystyle \ {}_{28}^{56}\mathrm {Ni} \ } porque las condiciones en el interior estelar provocan que la competencia entre la fotodesintegración y el proceso alfa favorezca la fotodesintegración alrededor del hierro.   Esto lleva a más {\displaystyle \,{}_{28}^{56}\mathrm {Ni} \,} siendo producido que {\displaystyle \,{}_{28}^{62}\mathrm {Ni} ~.}
Todas estas reacciones tienen una velocidad muy baja a las temperaturas y densidades de las estrellas y, por lo tanto, no aportan energía significativa a la producción total de una estrella. Ocurren incluso con menos facilidad con elementos más pesados que el neón (número atómico Z > 10), debido a la creciente barrera de Coulomb.

## Elementos del proceso alfa
Los elementos de proceso alfa (o elementos alfa) se llaman así porque sus isótopos más abundantes son múltiplos enteros de cuatro: la masa del núcleo de helio (la partícula alfa). Estos isótopos se llaman nucleidos alfa.

Logaritmo de la producción de energía relativa (ε) de los procesos de fusión protón-protón (p-p), CNO y triple- α a diferentes temperaturas (T). La línea discontinua muestra la generación de energía combinada de los procesos p-p y CNO dentro de una estrella.

- Los elementos alfa estables son: C, O, Ne, Mg, Si y S.
- Los elementos Ar y Ca son " observativamente estables ". Se sintetizan mediante captura alfa antes de la etapa de fusión del silicio, que conduce a Type II supernovae.
- Si y Ca son elementos de proceso puramente alfa.
- El magnesio se puede consumir por separado mediante reacciones de captura de protones.

El estatus del oxígeno (O) es controvertido: algunos autores  lo consideran un elemento alfa, mientras que otros no. El oxígeno es seguramente un elemento alfa en estrellas de baja metalicidad de Población II: se produce en supernovas de Tipo II y su acrecentamiento está bien correlacionado con el de otros elementos del proceso alfa.
A veces, C y N se consideran elementos del proceso alfa ya que, al igual que el O, se sintetizan en reacciones nucleares de captura alfa, pero su estado es ambiguo: cada uno de los tres elementos es producido (y consumido) por el ciclo CNO, que puede proceder a temperaturas mucho más bajas que aquellas en las que los procesos de la escalera alfa comienzan a producir cantidades significativas de elementos alfa (incluidos C, N y O). Así que la mera presencia de C, N u O en una estrella no indica claramente que el proceso alfa esté realmente en marcha; de ahí la renuencia de algunos astrónomos a llamar (incondicionalmente) a estos tres "elementos alfa".

## Producción en estrellas
El proceso alfa generalmente ocurre en grandes cantidades sólo si la estrella es lo suficientemente masiva, {\displaystyle \gtrsim 10M_{\odot }} ({\displaystyle M_{\odot }} siendo la masa del sol);  estas estrellas se contraen a medida que envejecen, aumentando la temperatura central y la densidad a niveles lo suficientemente altos como para permitir el proceso alfa. Los requisitos aumentan con la masa atómica, especialmente en las etapas posteriores (a veces denominadas combustión de silicio) y, por lo tanto, ocurren más comúnmente en las supernovas.  Las supernovas de tipo II sintetizan principalmente oxígeno y los elementos alfa (Ne, Mg, Si, S, Ar, Ca y Ti), mientras que las supernovas de tipo Ia producen principalmente elementos del pico de hierro (Ti, V, Cr, Mn, Fe, Co y Ni).  Las estrellas suficientemente masivas pueden sintetizar elementos hasta el pico de hierro inclusive únicamente a partir del hidrógeno y el helio que inicialmente componen la estrella. 
Normalmente, la primera etapa del proceso alfa (o captura alfa) sigue a la etapa de quema de helio de la estrella una vez que el helio se agota; en este punto, gratis {\displaystyle {}_{6}^{12}{\textrm {C}}} capturar helio para producir {\displaystyle {}_{8}^{16}{\textrm {O}}}.  Este proceso continúa después de que el núcleo termina la fase de combustión de helio, ya que una capa alrededor del núcleo estelar continuará quemando helio y convección hacia el núcleo.  La segunda etapa (quema de neón) comienza cuando el helio se libera mediante la fotodesintegración un átomo de  {\displaystyle {}_{10}^{20}{\textrm {Ne}}}, permitiendo que otro continúe ascendiendo en la escalera alfa. Posteriormente se inicia la combustión del silicio mediante la fotodesintegración del {\displaystyle {}_{14}^{28}{\textrm {Si}}} de una forma similar; después de este punto, el {\displaystyle \,{}_{28}^{56}\mathrm {Ni} \,} se alcanza el pico comentado anteriormente. La onda de choque de supernova producida por el colapso estelar proporciona las condiciones ideales para que estos procesos ocurran brevemente.
Durante este calentamiento terminal que implica fotodesintegración y reordenamiento, las partículas nucleares se convierten a sus formas más estables durante la supernova y la posterior eyección a través, en parte, de procesos alfa. A partir de {\displaystyle {}_{22}^{44}{\textrm {Ti}}} y más, todos los elementos del producto son radiactivos y, por lo tanto, se descompondrán en un isótopo más estable, por ejemplo {\displaystyle \,{}_{28}^{56}\mathrm {Ni} \,} se forma y se descompone en {\displaystyle {}_{26}^{56}{\textrm {Fe}}}. 

## Notación especial para abundancia relativa
La abundancia de elementos alfa totales en las estrellas generalmente se expresa en términos de logaritmos, y los astrónomos suelen utilizar una notación entre corchetes:
{\displaystyle \left[{\frac {\alpha }{\,{\ce {Fe}}\,}}\right]~\equiv ~\log _{10}{\left(\,{\frac {N_{\mathrm {E} \alpha }}{\,N_{{\ce {Fe}}}\,}}\,\right)_{\mathsf {Star}}}-\log _{10}{\left({\frac {N_{\mathrm {E} \alpha }}{\,N_{{\ce {Fe}}}\,}}\,\right)_{\mathsf {Sun}}}~,}
dónde {\displaystyle \,N_{\mathrm {E} \alpha }\,} es el número de elementos alfa por unidad de volumen, y {\displaystyle \,N_{{\ce {Fe}}}\,} es el número de núcleos de hierro por unidad de volumen. Es por el propósito de calcular el número{\displaystyle \,N_{\mathrm {E} \alpha }\,} que cuáles elementos han de considerarse "elementos alfa" es un asunto polémico. Los modelos teóricos de evolución galáctica predicen que en las primeras etapas del universo había más elementos alfa en relación con el hierro.

## Otras lecturas
- Mendel, J. Trevor; Proctor, Robert N.; Forbes, Duncan A. (21 de agosto de 2007). «The age, metallicity and α-element abundance of galactic globular clusters, from single stellar population models». Monthly Notices of the Royal Astronomical Society (26 July 2007) 379 (4): 1618-1636. arXiv:0705.4511v2. doi:10.1111/j.1365-2966.2007.12041.x.

- Datos: Q1143386